# Danmark (ö)

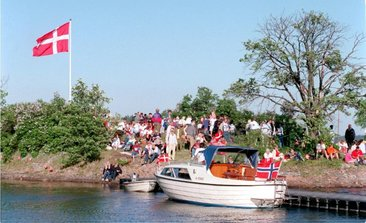
Ön Danmark med en grupp danskar som firar Danmarks nationaldag

Danmark är en liten ö utanför Sandvika, i Bærums kommun i Akershus fylke i Norge. Ön ligger några tiotal meter från land. Ön har tidigare använts av Bærums roddklubb som hade klubbhus med vinterförvar av roddbåtar, kanoter och kajaker. Danskar som bor i Osloområdet brukar samlas här på Danmarks nationaldag 5 juni för att fira. 